# (500227) 2012 JM
(500227) 2012 JM es un asteroide perteneciente al cinturón de asteroides, descubierto el 29 de abril de 2012 por el equipo del Catalina Sky Survey desde el Catalina Sky Survey, Arizona, Estados Unidos.

## Designación y nombre
Designado provisionalmente como 2012 JM.

## Características orbitales
2012 JM está situado a una distancia media del Sol de 2,600 ua, pudiendo alejarse hasta 3,450 ua y acercarse hasta 1,750 ua. Su excentricidad es 0,326 y la inclinación orbital 28,98 grados. Emplea 1531,57 días en completar una órbita alrededor del Sol.

## Características físicas
La magnitud absoluta de 2012 JM es 17,6.